# Aphanopsidaceae
Aphanopsidaceae är en familj av lavar. Aphanopsidaceae ingår i ordningen Lecanorales, klassen Lecanoromycetes, divisionen sporsäcksvampar och riket svampar.
|                 | Sarrameanaceae               |
|                 |                              |
|                 | Hymeneliaceae                |
|                 |                              |
|                 | Brigantiaeaceae              |
|                 |                              |
|                 | Arctomiaceae                 |
|                 |                              |
|                 | Stereocaulaceae              |
|                 |                              |
|                 | Sphaerophoraceae             |
|                 |                              |
|                 | Scoliciosporaceae            |
|                 |                              |
|                 | Ramalinaceae                 |
|                 |                              |
|                 | Psoraceae                    |
|                 |                              |
|                 | Pilocarpaceae                |
|                 |                              |
|                 | Parmeliaceae                 |
|                 |                              |
|                 | Mycoblastaceae               |
|                 |                              |
|                 | Miltideaceae                 |
|                 |                              |
|                 | Megalariaceae                |
|                 |                              |
|                 | Lecanoraceae                 |
|                 |                              |
|                 | Haematommataceae             |
|                 |                              |
|                 | Gypsoplacaceae               |
|                 |                              |
|                 | Cladoniaceae                 |
|                 |                              |
|                 | Catillariaceae               |
|                 |                              |
|                 | Biatorellaceae               |
|                 |                              |
|                 | Ectolechiaceae               |
|                 |                              |
|                 | Dactylosporaceae             |
|                 |                              |
|                 | Crocyniaceae                 |
|                 |                              |
|                 | Calycidiaceae                |
|                 |                              |
|                 | Tephromelataceae             |
|                 |                              |
| Aphanopsidaceae | \| \| Aphanopsis \| \| \| \| |
|                 | \| \| Aphanopsis \| \| \| \| |
|                 | Myochroidea                  |
|                 |                              |
|                 | Strangospora                 |
|                 |                              |
|                 | Aphanopsis                   |
|                 |                              |

|  | Aphanopsis |
|  |            |